# Lingua micmac
La lingua micmac nota anche come mi'kmaq, migmaw o mikmaw, (endonimo: míkmawísimk) è una lingua della famiglia linguistica delle lingue algonchine parlata dai Mi'kmaq, stanziati nella zona orientale del Canada.

## Sistema di scrittura
Il micmac viene scritto, attualmente, usando l'alfabeto latino. Esistono diverse trascrizioni dei suoni della lingua, ideati da missionari nel XIX secolo.
| IPA           | a | a:  | e | e: | i | i: | ə | dʒ/tʃ | g/k | l | m | n | o | o:  | b/p | x | s | d/t | u  | u:   | w | j |
| ------------- | - | --- | - | -- | - | -- | - | ----- | --- | - | - | - | - | --- | --- | - | - | --- | -- | ---- | - | - |
| Francis-Smith | a | á   | e | é  | i | í  | ɨ | j     | k   | l | m | n | o | ó   | p   | q | s | t   | u  | ú    | w | y |
| Listuguj      | a | a'  | e | e' | i | i' | ' | j     | g   | l | m | n | o | o'  | p   | q | s | t   | u  | u'   | w | y |
| Lexique       | a | a:  | e | e: | i | i: | ɨ | j     | k   | l | m | n | o | o:  | p   | q | s | t   | u  | u:   | w | y |
| Pacifico      | a | a   | e | e  | i | i  |   | tj    | g   | l | m | n | ô | ô   | p   |   | s | t   | o  | o    |   |   |
| Rand          | ă | a â | ĕ | ā  | ĭ | e  | ŭ | ch    | c k | l | m | n | ŏ | o ō | b   | h | s | d t | ŏŏ | oo u | w | y |

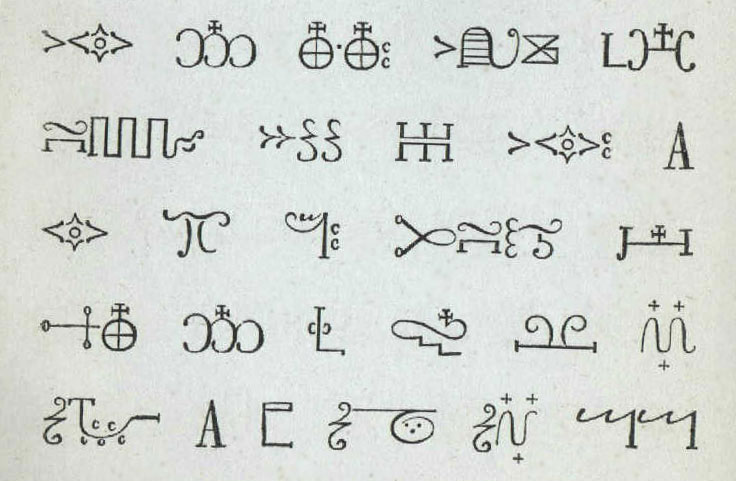
Scrittura geroglifica Mi'kmaq (1866).

Precedentemente, la lingua veniva scritta utilizzando la scrittura geroglifica Mi'kmaq. 
L'origine di questo sistema di scrittura è controversa. Una pubblicazione del governo del Québec, la attribuisce a un missionario francese, Chrétien Le Clercq, il quale disse di aver adattato dei simboli, che dei bambini avevano tracciato su pezzi di corteccia, come sistema mnemonico per ricordare le preghiere.

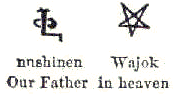
Un estratto di un libro di preghiera micmac: il primo geroglifico significa «padre» ed il secondo, «cielo», formando quindi l'inizio del Padre nostro.

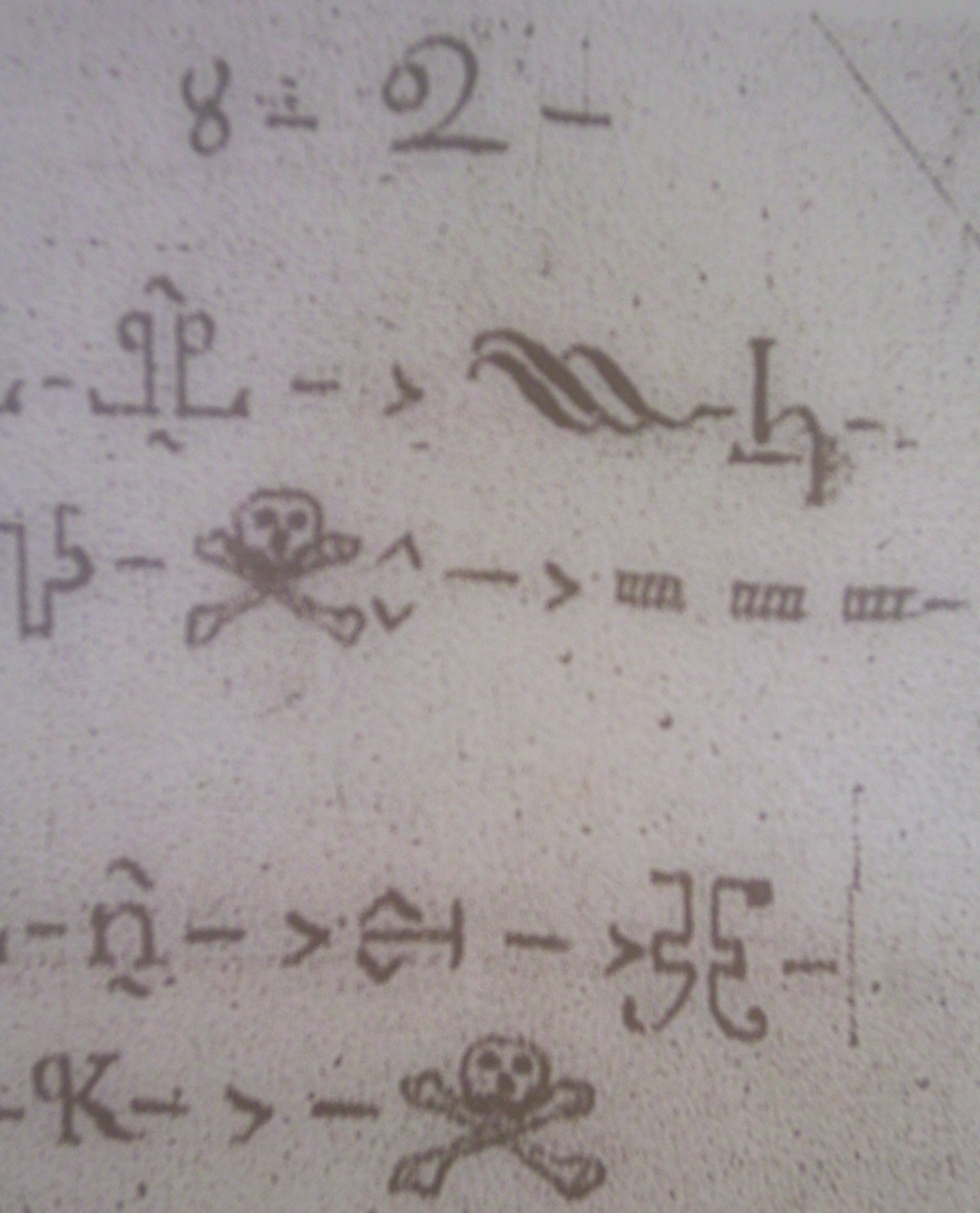
Testo in micmac di Louisbourg, (Nuova Scozia).

Altre fonti l'attribuiscono a un improbabile visita di antichi Egizi. Un'altra fonte suggerisce che questa forma di scrittura sarebbe esistita prima dell'arrivo dei francesi e sarebbe un'invenzione originale dei Micmac.

## Nomi di luoghi canadesi derivati dalla lingua micmac
- Québec (città), dal micmac Gepèèg (stretto, restringimento del fiume)
- Acadia, dal micmac (ipotesi) algatig (luogo per accamparsi)
- Gaspésie, dal micmac Gespegeoag (terreno acquisito recentemente)
- Cascapédia (fiume), dal micmac gesgapegiag (corrente forte)
- Cascapédia-Saint-Jules, dal micmac Gesgapegiag (dove il fiume si allarga)
- Penisola Gaspé, dal micmac Gespeg (fine delle terre)
- Tracadièche, dal micmac tracadigash (posto degli aironi), oggi Carleton-sur-Mer
- Paspébiac, dal micmac Ipsigiag (spaccatura costiera)
- Lago Matapédia, dal micmac Matapediag (incontro delle acque, confluenza)
- Amqui, dal micmac Ankwi (là dove le acque si divertono)
- Sayabec, dal micmac Sakpediak (sak: riempito, pédiak: fiume; fiume interrato)
- Causapscal, dal micmac Goesôpsiag (la pietra che brilla in fondo all'acqua)
- Parco nazionale del Kouchibouguac, dérivato dal micmac Pijeboogwek parzialmente corrotto dal francese (fiume delle lunghe maree)
- Shediac, dal micmac Esedeiik (che risale da lontano)
- Bouctouche, dal micmac Chebooktoosk (grande baietta)
- Richibouctou, dal micmac kitchipogteo o gtjipotog (grande fuoco)
- Mowebaktabaak (grande baia), oggigiorno viene chiamata: baie des Chaleurs